# Афанасьєв Василь Андрійович
Афанасьєв Василь Андрійович (1 січня 1922, Копиченка — 22 липня 2002, Київ) — український мистецтвознавець, доктор мистецтвознавства з 1985 року; член Спілки радянських художників України з 1956 року. Лауреат Державної премії УРСР у галузі науки і техніки за 1971 рік. Брат мистецтвознавця Євгена Афанасьєва.

## Життєпис
Народився 1 січня 1922 року в селі Копиченці (нині Федоровський район Костанайської області Казахстану) в селянській сім'ї. Росіянин. У 1930 році його сім'я переїхала до Української РСР. 1939 року вступив на музейно-краєзнавчий факультет Ленінградського комуністичного політосвітнього інституту імені Надії Крупської, який невдовзі перевели на історичний факультет Ленінградського університету.
У 1940 році призваний на військову службу до Червоної армії у мотомеханізовануї дивізію. Брав участь у німецько-радянській війні з перших днів, отримував поранення, був у полоні з якого втік. Брав участь у відвоюванні України. За битву за Дніпро нагороджений медаллю «За відвагу». Після важкого поранення закінчив війну інвалідом II групи. Також нагороджений орденами Вітчизняної війни II і I (6 листопада 1985) ступенів.
У 1945 році повернувся на історичний факультет Ленінградського університету, який закінчив у 1949 році, здобувши спеціальність мистецтвознавця. У 1953 році працював науковим співробітником, а потім заступником директора Одеської картинної галереї. Протягом 1953—1957 років навчався на аспірантурі в Інституті мистецтвознавства, фольклористики та етнології імені Максима Рильського Академії наук Української РСР. Був учнем Бориса Бутника-Сіверського. 1957 року захистив кандидатську дисертацію на тему «Товариство південноросійських художників».
Протягом 1957—1965 років — науковий співробітник Інституту мистецтвознавства, фольклористики та етнології імені Максима Рильського Академії наук Української РСР. Член КПРС з 1965 року. У 1965—1974 роках — завідувач редакції мистецтва Головної редакції Української Радянської Енциклопедії АН УРСР; у 1974—1987 роках — завідувач відділу образотворчого мистецтва Інституту мистецтвознавства, фольклористики та етнології імені Максима Рильського Академії наук Української РСР. Протягом 1994—1997 років викладав історію українського мистецтвознавства в Українській академії мистецтв.
Мешкав у Києві в будинку на проспекті Науки № 142/1, корпус № 2, квартира № 11 та в будинку на вулиці Дашавській, № 27, квартира № 13. Помер у Києві 22 липня 2002 року.

## Наукова діяльність
Працював у галузях мистецтвознавства (досліджував історію українського мистецтва кінця 19–20 століть) та художньої критики. Серед робіт:
монографії
- «Киріак Костянтинович Костанді» (Москва, 1953; Київ, 1955);
- «Юлій Рафаїлович Бершадський» (Москва, 1957);
- «Геннадій Олександрович Ладиженський» (Кострома, 1958; Київ, 1966);
- «Майстри пензля» (Одеса, 1960);
- «Товариство південноросійських художників» (Київ, 1961);
- «Петро Олександрович Нілус» (Київ, 1963);
- «Сергій Олексійович Григор'єв» (Москва, 1967);
- «Становлення соціалістичного реалізму в українському образотворчому мистецтві» (Київ, 1967);
- «Риси сучасності. Українське образотворче мистецтво сьогодні» (1973);
- «Українське радянське мистецтво 60–80-х років» (1984);
- «Федір Іванович Шміт» (1992);

науково-популярні брошури
- «Український радянський живопис» (Київ, 1962);
- «Українське радянське мистецтво 1956—1965 років» (Київ, 1966; у співаторстві з Анатолієм Шпаковим).

Написав розділи «Станковий живопис 1933—1941 років» в V томі та «Станковий живопис 1945—1967 років» (у співавторстві з Валентиною Ткаченко) в VI томі «Історії українського мистецтва» (Київ, 1967). Був заступником відповідального редактора «Словника художників України», членом редколегії 9-томної «Історії мистецтва народів СРСР» (Москва, 1977—1982), 2-томного «Шевченківського словника» (Київ, 1976–1977), членом редколегії Повного зібрання творів Тараса Шевченка.
Автор численних статей-довідок в Українській радянській енциклопедії та інших енциклопедіях, зокрема Енциклопедії сучасної України.